# Współczynnik dystrybucji
Współczynnik dystrybucji (LogD) – w chemii i farmakologii terminem tym określany jest stosunek stężeń substancji w dwóch niemieszających się rozpuszczalnikach w stanie równowagi. Zwyczajowo jednym z rozpuszczalników jest woda drugim natomiast substancja hydrofobowa taka jak oktanol. Współczynnik podziału mierzy się dla wszystkich form substancji (zjonizowanej i niezjonizowanej). Dla substancji nieulegających jonizacji współczynnik dystrybucji równy jest współczynnikowi podziału.